# Caciocavallo
Caciocavallo is een Italiaanse kaas die wordt geproduceerd van koemelk en/of schapenmelk in de regio's Abruzzen, Basilicata, Calabrië, Campania, Molise, Apulië, Sardinië en Sicilië. De kaas is herkenbaar aan zijn typische kegel- of peervormige uiterlijk. Caciocavallo kazen worden vaak per twee aan elkaar gebonden om ze hangend te laten rijpen.
De naam caciocavallo komt van  cacio, een oud Italiaans en dialectwoord voor kaas, en cavallo, Italiaans voor paard. De rijping van de kaas per twee zou lijken op het zadel van een paard.
Caciocavallo is een kaas die al zeer lang wordt geproduceerd. Rond 500 v Chr. werd de kaas al beschreven door Hippocrates. Vergelijkbare kazen worden gemaakt op de Balkan.

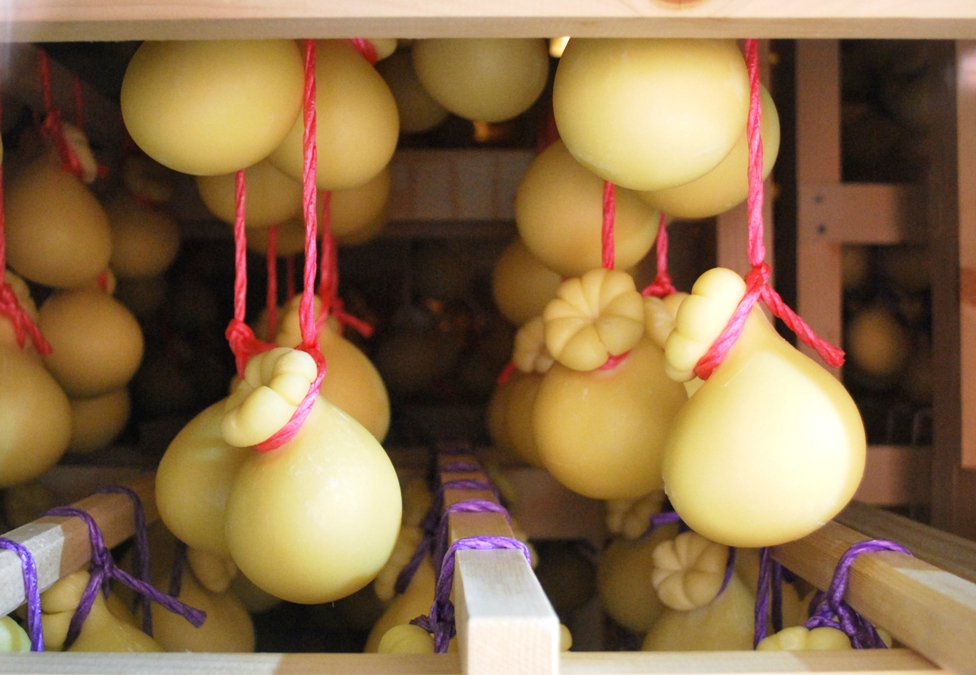
Caciocavallo kazen aan het rijpen

. 